# Paralimnophila (Papuaphila) holoxantha
Paralimnophila (Papuaphila) holoxantha is een tweevleugelige uit de familie steltmuggen (Limoniidae). De soort komt voor in het Australaziatisch gebied.